# Eucalyptus robusta
Eucalyptus robusta là một loài thực vật có hoa trong Họ Đào kim nương. Loài này được Sm. mô tả khoa học đầu tiên năm 1795.

## Hình ảnh

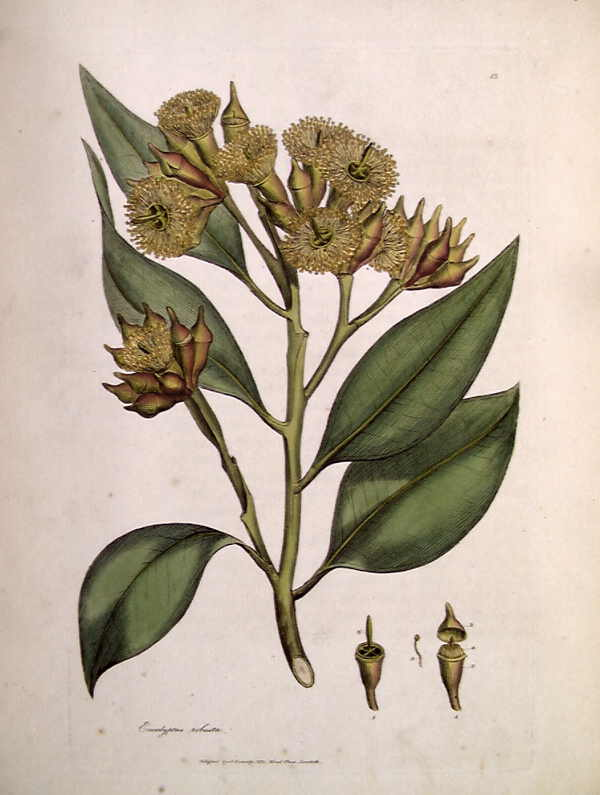
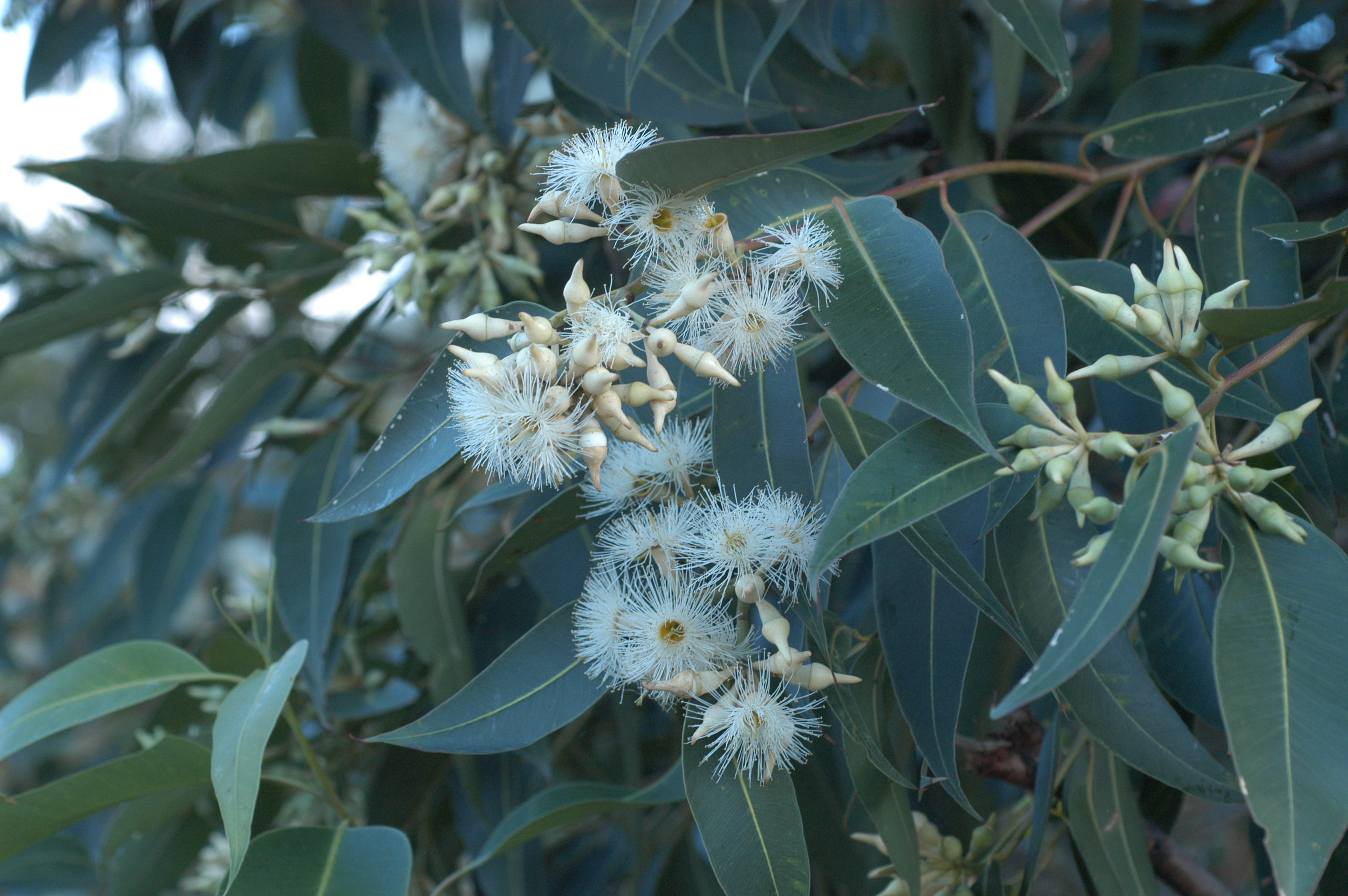
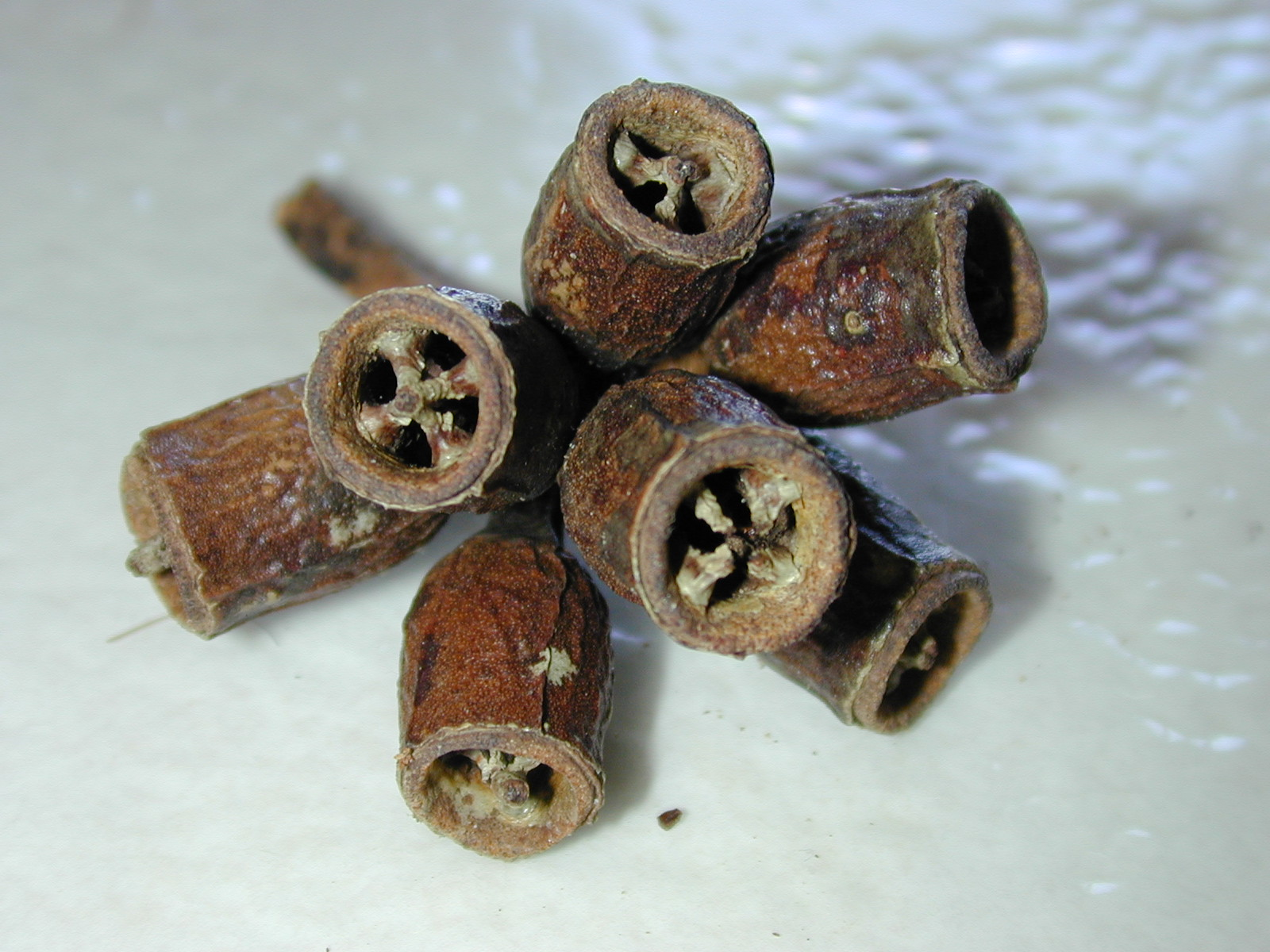
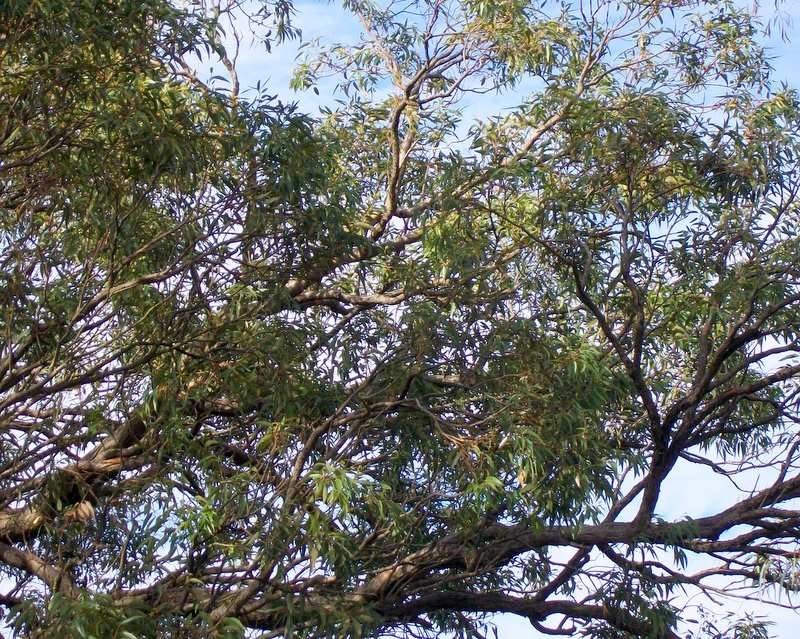